# Mons Pico
Mons Pico és un massís lunar, que es troba a la zona nord de la conca de la Mare Imbrium, al sud del gran cràter Plató. Forma part de les restes supervivents de l'anell interior de la mare. El mur continua cap al nord-oest als Montes Teneriffe i Recti. Aquesta muntanya va ser probablement batejada per Johann Hieronymus Schröter, com el volcà Teide (el Pic de Tenerife). Té una longitud de 25 km, una amplària de 15 km i una altura de 2400 m.
Un massís menor al sud de Pico ha estat designat en alguns mapes com Pico Beta, de 25 km per 9 km i una altura de 1500 m.

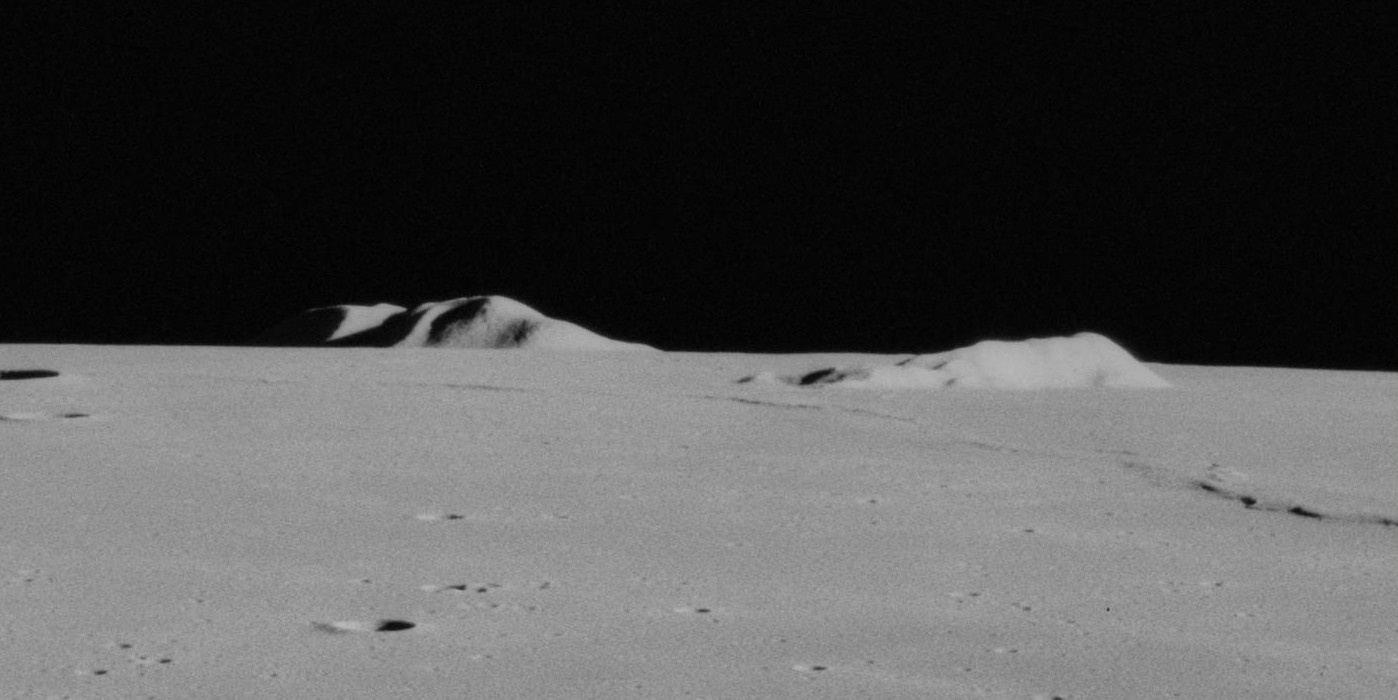
A l'esquerra Mons Pico, a la dreta Pico Beta. Foto: Apol·lo 15

## Cràters satèl·lit
Els cràters satèl·lit són petits cràters situats propers a l'accident geogràfic principal, rebent el mateix nom que aquest accident acompanyat d'una lletra majúscula complementària (fins i tot si la formació d'aquests cràters és independent de la formació de l'accident principal).

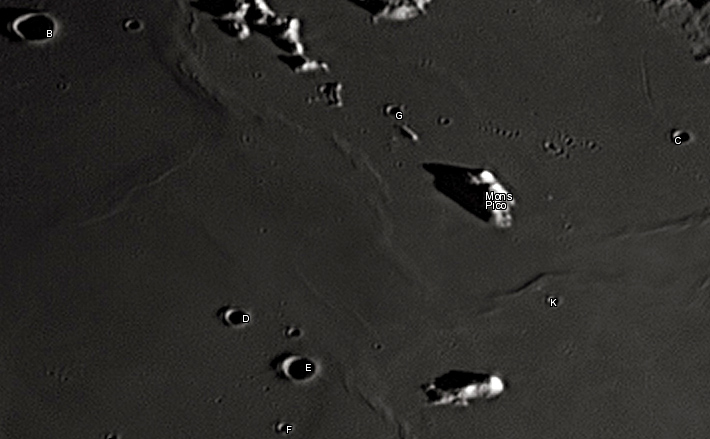
Mons Pico, Pico Beta i cràters satèl·lit.

| Pico | Latitud | Longitud | Diàmetre |
| ---- | ------- | -------- | -------- |
| B    | 46.5° N | 15.3° W  | 12 km    |
| C    | 47.2° N | 6.6° W   | 5 km     |
| D    | 43.4° N | 11.3° W  | 7 km     |
| E    | 43.0° N | 10.3° W  | 9 km     |
| F    | 42.2° N | 10.2° W  | 4 km     |
| G    | 46.6° N | 10.4° W  | 4 km     |
| K    | 44.6° N | 7.5° W   | 3 km     |

## Mons Pico en la ficció
En la novel·la de ciència-ficció de 1957 Blast Off at Woomera d'Hugh Walters, van aparèixer objectes estranys en les rodalies de Mons Pico. La història dels objectes continua en les seqüeles The Domes of Pico i Operation Columbus.
Una batalla espacial en Pico ocorre en la novel·la d'Arthur C. Clarke Earthlight.